# Shuten Doji (manga)
Pour les articles homonymes, voir Shuten-dōji.
Shuten Doji (手天童子, Shutendōji) est un manga de type shōnen de Go Nagai, prépublié dans le Weekly Shōnen Magazine entre septembre 1976 et avril 1978 et compilé en 9 volumes reliés par Kōdansha.
Il est adapté en une série animée OAV de 4 épisodes sortis au Japon entre 1989 et 1991. Elle met en scène un monde en proie aux démons Oni, mêlant horreur et folklore japonais. L’histoire est inspirée de la légende de Minamoto Raikō, un guerrier japonais du 10e siècle, célèbre pour avoir vaincu le roi démon Shuten Doji.
Une seconde série manga, Gōmaden Shutendōji (降魔伝 手天童子), est parue dans le Champion Red entre octobre 2002 et décembre 2005, et publiée par Kōdansha en un total de 7 volumes reliés.

## Synopsis
Jiro, le fils adoptif d’un couple de japonais, se trouve être un Oni qui après 15 ans d’enfance sans soucis avec sa famille humaine, se retrouve à devoir faire face à sa vraie nature. Un secte obscure, mené par le grand prêtre Yonen Majari cherche à l’éliminer. C’est à ce moment que Jiro découvre qu’il est la réincarnation du puissant Shuten Doji, une réalité qu’il n’est cependant pas prêt à accepter. 
Alors que le conflit avec les membres de la secte et les démons oni se poursuit à travers l’espace et le temps, les protagonistes découvrent peu à peu que leur existences même proviennent de l’esprit dérangé de la mère adoptive de Jiro.

## Personnages Principaux
- Onis
  - Jiro Shutendo (手天童子郎): un jeune homme de 15 ans qui se trouve être un Oni
  - Goki (護鬼) et Senki (戦鬼) : 2 Oni protecteurs

- Humains
  - Ryuichiro Shiba (柴竜一郎) et Kyoko Shiba (柴京子): les parents adoptifs de Jiro
  - Miyuki Shiratori (白鳥美雪): une copine de Jiro

- Principaux antagonistes
  - Yonen Majari (魔邪利 妖念): le grand prêtre du culture sombre Ankoku Jashin Kyo
  - Kukai Jawanbo (邪腕坊 苦海) un prêtre du Ankoku Jashin Kyo, expert en kusarigama.
  - Iron Kaiser (アイアンカイザー) le fils de Kukai Jawanbo, converti en un cyborg militaire, qui a juré de venger son père

## OVA

### Fiche technique
- Titre :  Shuten Doji: The Star Hand Kid, Star Demon
- Réalisation : Jun Kawagoe, Junji Nishimura, Masatomo Sudō
- Scénario : Masashi Sogo,  Go  Nagai (auteur original)
- Character design: Satoshi Hirayama
- Musique: Fumitaka Anzai
- Pays d'origine :  Japon
- Année de production : 1989 - 1991
- Genre : science-fiction, horreur
- Durée : 4 x 50 minutes
- Dates de sortie: 1996 (VHS, US) ; 2000 (DVD, US)

### Épisodes
- 1 - Shuten Doji: The Star Hand Kid ( "hyōki no shō" (憑鬼の章)) sorti le 21 décembre 1989
- 2 - Shuten Doji: The Star Hand Kid 2 - Demon Battle in the Firefly Field ("gōma no shō" (降魔の章)) sortie le 1er juillet 1990
- 3 - Shuten Doji: The Star Hand Kid Volume 3 - Time War. ("tekki no shō" (鉄鬼の章)) sorti le 1er mars 1991
- 4 - End Game. ( "ongoku no shō" (鬼獄の章)) sorti le 1er mars 1991

## Autres adaptations
La série est adaptée en un jeu vidéo pour la PC-98, sorti en octobre 1990 par Enix.